# Diadegma gallicator
Diadegma gallicator är en stekelart som först beskrevs av Aubert 1960.  Diadegma gallicator ingår i släktet Diadegma och familjen brokparasitsteklar. Inga underarter finns listade i Catalogue of Life.